# C/1818 W2
Komet Pons ali C/1818 W2 je komet, ki ga je odkril francoski astronom Jean-Louis Pons 28. novembra 1818.

## Značilnosti
Njegova tirnica je bila parabolična. Soncu se je najbolj približal 5. decembra 1818, ko je bil na razdalji približno 0,9 a.e. od Sonca.